# 国際経済学部
国際経済学部（こくさいけいざいがくぶ）とは大学の学部の1つで、国際経済学を教育研究するために設置される。
日本では2021年現在、新潟県立大学に設置されている。過去には浜松大学（現常葉大学）および麗澤大学に設置されていたことがある。